# Plakina topsenti
Plakina topsenti är en svampdjursart som först beskrevs av Pouliquen 1972.  Plakina topsenti ingår i släktet Plakina och familjen Plakinidae. Inga underarter finns listade i Catalogue of Life.